# Aimar Olaizola Apezetxea
Aimar Olaizola Apezetxea   (Goizueta, 13 de novembre de 1979), conegut com a Olaizola II, és un jugador professional de pilota basca a mà, en la posició de davanter, en nòmina de l'empresa Asegarce. Va debutar l'any 1998 al frontó de Jaian Jai de Lekunberri. El "Segon" del seu malnom és degut al fet que és el germà petit d'Asier Olaizola un altre pelotari de la mateixa empresa.
El gran palmarès aconseguit fa que sigui un dels quatre únics pelotaris en aconseguir les tres "Txapelas" (Màxim guardó en aquesta disciplina), en les màximes competicions professionals: Campionat manomanista, Campionat d'Espanya de parella mà, i el campionat d'Euskadi del Quatre i Mig. Els seus triomfs fan que hagi superat el gran Retegi II amb sis títols.
Els altres pelotaris en aconseguir tres Txapelas són: Julián Retegi, Fernando Arretxe i Juan Martínez de Irujo

## Any: 2010
En aquest any, Olaizola no va poder disputar els campionats, perquè en el primer partit del campionat manomanista del 2010, el 24 d'abril, va patir una greu lesió, al trencar-se el lligament creuat anterior del seu genoll dret, fel que el va fer passar per quiròfan i no va reaparèixer fins 6 mesos després.

## Palmarès
- Campió del Manomanista: 2005, 2007, 2012 i 2013
  - Subcampió del Manomanista: 2003, 2006, 2009 i 2011.
- Campió del Quatre i Mig: 2002, 2004, 2005, 2008, 2012 i 2013
- Campió per parelles: 2008i 2011
  - Subcampió per parelles: 2003, 2006 i 2009.
- Campió del I Torneig Nitro Ciutat de Barcelona juntament amb Beroiz[2]